# Crkva Stomorica na Braču
Crkva Stomorica nalazi se na Braču, između Ložišća, Sutivana i Supetra.

## Opis
Crkva sv. Marije (Stomorica) je smještena u polju sjeveroistočnoo od sela Ložišća na starom putu prema Supetru, na lokaciji nekadašnje Villae rusticae.
Jednobrodna građevina s polukružnom apsidom građena je priklesanim kamenom i ožbukana. Pokrivena je dvostrešnim krovom s pokrovom od kamenih ploča. Građena je u ranoromaničkom stilu koji prevladava kod bračkih sakralnih građevina 10. stoljeća.
Nad glavnim ulazom je viseći luk, koji je sačuvan u izvornom obliku unatoč mnogobrojnim obnavljanjima crkve. Uz južnu stranu je prizidan kontrafor koji je nekad nosio zvonik na preslicu. Crkva je zasvođena bačvastim svodom s pojasnim lukom na paru pilastara. Svetište je odijeljeno zidanom oltarnom pregradom od crkvene lađe, a na apsidi je prozorčić s kamenom tranzenom prošupljenom u obliku križa. Na drvenom oltariću je slika “Uznesenje Bl. Dj. Marije”, Bartola Bossija, mletačkog slikara s konca 17. stoljeća.
Crkvu u vrijeme svetkovine Velike Gospe posječuju brojni hodočasnici.

## Zaštita
Pod oznakom Z-5226 zavedena je kao nepokretno kulturno dobro - pojedinačno, pravna statusa zaštićena kulturnog dobra.